# Алгоритъм на Щрасен
Алгоритъмът на Щрасен е алгоритъм, използван в линейната алгебра за бързо умножение на матрици. За големи матрици той е по-бърз от класическия. Открит е в края на 60-те години на XX век от немския математик Фолкер Щрасен.

## Принцип на действие
За умножение на две матрици с размер N x N пресмятането на резултатната матрица е Θ(n3). Щрасен успява до го подобри до Θ(nlog7).